# Путь Социализма (Азовский немецкий национальный район)
Путь Социализма — упразднённое село в Азовском немецком национальном районе Омской области. Точная дата упразднения не установлена.

## География
Располагалось в 4 км к северо-западу от села Звонарёв Кут.

## История
Образовано в 1923 г. как коммуна «Путь Социализма». Позже отделение совхоза «Сосновский». В 1960 г. стало отделением опытного хозяйства сибирской машиноиспытательной станции.

## Население[2]
| год     | 1979 |
| ------- | ---- |
| человек | 99   |